# Aminata Fall (basket-ball)
Pour les articles homonymes, voir Aminata Fall et Fall.
Aminata Fall (née le 13 août 1991) est une joueuse sénégalaise de basket-ball, au poste de pivot. Elle est membre de l'équipe du Sénégal de basket-ball féminin et a participé au championnat d’Afrique de basket-ball féminin 2017.

## Palmarès
- Médaille d'argent du Championnat d’Afrique de basket-ball féminin 2017